# Tapirus pygmaeus
El tapir negrito, tapir enano, tapir pigmeo o  anta pretinho —como lo conocen las etnias que cohabitan con él— (Tapirus pygmaeus), era una especie de mamífero perisodáctilo de la familia de los tapíridos. Posiblemente es sinónimo de Tapirus kabomani.
Hasta los primeros años del siglo XXI permaneció ignorada por la comunidad científica, aunque la misma era perfectamente conocida por las etnias que pueblan el estado de Amazonas, en el centro-norte de Brasil (en la región de tierras bajas de la Amazonia), pues constituye parte de su alimento. El biólogo Marc G. M. Van Roosmalen observó por primera vez en el año 2000 a dicho animal pero no pudo fotografiarlo. Con lo observado confeccionó un dibujo de ese tapir, hasta ese momento, científicamente innominado. Años después obtuvo un cráneo; con ambos intentó describirlo científicamente, pero chocó con los árbitros de las revistas científicas que creían que ese animal era un mito, confusiones con ejemplares jóvenes, más pequeños y oscuros de la especie que sí se sabía que habitaba allí: el tapir brasileño (T. terrestris), pues no se tenían registros en ningún lugar del mundo de especies de tapires simpátricas, además de que hacía más de un siglo que no se describía una nueva especie de perisodáctilo. Van Roosmalen optó entonces por describirlo en una página web, denominándolo científicamente Tapirus pygmaeus, descripción desestimada por la comunidad científica. Finalmente, a mediados de diciembre de 2013, el tapir pequeño y oscuro de la Amazonia fue descrito con abundantes pruebas por un equipo de científicos, quienes lo denominaron científicamente Tapirus kabomani, con materiales de gran parte de la Amazonia, incluyendo el estado brasileño de Amazonas, demostrando que lo que afirmaban los indígenas era correcto.

## Historia
Si bien los científicos unánimemente afirmaban que las especies del género Tapirus son alopátricas y que en los sectores de baja altitud de la cuenca del Amazonas habitaba una única especie de dicho género —el común, brasileño o amazónico (Tapirus terrestris terrestris)—, las etnias que pueblan la Amazonia siempre sabían que convivían con dos especies de tapir, el común y otra especie más, la que se diferenciaba claramente por ser de tamaño notablemente más pequeño y de coloración claramente más oscura, por lo que lo denominaban anta pretinho. Alrededor del fin del milenio, varios equipos de investigadores habían empezado a comprobar que lo que indicaban los nativos podía ser científicamente cierto.
El biólogo holandés naturalizado brasileño Marc G. M. Van Roosmalen observó por primera vez en el año 2000 un tapir con esas características en el estado de Amazonas, en el centro-norte de Brasil, en la región de tierras bajas de la Amazonia situadas en la orilla occidental del bajo y medio río Aripuanã; sobre la base de las características que él halló elaboró una reconstrucción gráfica del elusivo animal. Años después consiguió material físico, por lo que se decidió a intentar describirlo para la ciencia, bajo el nombre científico de Tapirus pygmaeus. El ejemplar al que asignó el tipo es un cráneo completo con su mandíbula, proveniente de una hembra adulta, cazada el 2 de mayo de 2006 junto a una senda que une la localidad de Tucunaré con Santa María, en las coordenadas: 05°45′S 60°15′O, la cual sirvió de alimento a los nativos locales. Dicho material fue depositado en el Museo Paraense Emilio Goeldi, en Belém, estado de Pará, Brasil. Primero trató de publicar su hallazgo en revistas científicas pero los árbitros lo rechazaron indicando que había una única especie de tapir en la región y que a un ejemplar juvenil de dicha especie debía pertenecer el cráneo. Al no tener éxito publicó la descripción, primero en el año 2008 en la página web de su organización ambientalista, y a comienzos del 2013 en un libro impreso: Barefoot through the Amazon: On the Path of Evolution. Van Roosmalen indicó que ese tapir habita en el estado de Amazonas, en la región de tierras bajas de la Amazonia situadas en la orilla occidental del bajo y medio río Aripuanã, y posiblemente se distribuya en el interfluvio delimitado por el río citado junto al río Tapajós por el este, el río Madeira por el oeste, el río Amazonas por el norte, y el río Guaporé por el sur. Erradamente lo creyó endémico de esa región; años después se demostraría que el tapir negrito habita ampliamente en gran parte de la región amazónica. La comunidad científica desvalorizó la descripción de Van Roosmalen. 
Finalmente, a mediados de diciembre de 2013, un equipo de científicos —compuesto por los especialistas Mario A. Cozzuol, Camila L. Clozato, Elizete C. Holanda, Flávio H. G. Rodrigues, Samuel Nienow, Benoit de Thoisy, Rodrigo A. F. Redondo y Fabrício R. Santos— describió en una revista científica especializada y con abundantes pruebas al tapir pequeño y oscuro de la Amazonia, denominándolo científicamente Tapirus kabomani. Indicaron que habita en la misma región que el tapir amazónico.